# HMS Theseus (R64)
HMS Theseus (R64) là một tàu sân bay thuộc lớp Colossus của Hải quân Hoàng gia Anh. Được hoàn thành và đưa ra hoạt động khi Chiến tranh Thế giới thứ hai đã kết thúc, HMS Theseus được sử dụng rộng rãi trong Chiến tranh Triều Tiên. Nó được cho ngừng hoạt động vào năm 1957 và bị tháo dỡ vào năm 1962.

## Thiết kế và chế tạo
Theseus được đặt lườn vào năm 1943 bởi hãng đóng tàu Fairfield tại Govan. Nó được hạ thủy vào ngày 6 tháng 7 năm 1944. Theseus được đưa ra hoạt động vào năm 1946, quá trễ để có thể tham gia Chiến tranh Thế giới thứ hai.

## Lịch sử hoạt động

### Chiến tranh Triều Tiên
Sau khi hoàn tất, nó được sử dụng như một tàu huấn luyện cho đến năm 1950, khi Chiến tranh Triều Tiên nổ ra, chiếc tàu sân bay được bố trí đến Triều Tiên. Hoạt động đầu tiên của nó bao gồm áp chế hệ thống phòng thủ và liên lạc của đối phương tại Chinnampo và các khu vực khác. Lượt hoạt động tuần tra thứ hai của nó chỉ bao gồm các hoạt động tuần tra chiến đấu trên không (CAP), do máy phóng của nó không hoạt động, nên máy bay của nó không thể trang bị bom và rocket. Lượt hoạt động thứ ba là trong thành phần của Lực lượng Đặc nhiệm Thịnh Vượng Chung, khi Theseus di chuyển cùng các tàu tháp tùng từ căn cứ Hải quân Mỹ ở Sasebo, Nhật Bản. Máy bay của nó đã tung ra các cuộc không kích thành công vào mạng lưới giao thông và binh lực Bắc Triều Tiên, chủ yếu tập trung vào khu vực Chinnampo, gây nhiều thiệt hại cho đối phương.
Trong lượt hoạt động tuần tra thứ tư thực hiện vào giữa tháng 12 năm 1950, máy bay của Theseus đã phát hiện nhiều xe cộ ở phía Bắc của một đất nước tương đối cô lập, và tuyết che phủ nhiều suốt khu vực. Cuộc không kích tiếp tiếp theo đã phá hủy được nhiều phương tiện vận chuyển, bao gồm cả xe Jeep, xe tăng và xe tải. Không lâu sau đó, lực lượng Trung Quốc trở thành mục tiêu của các cuộc không kích ác liệt thực hiện bởi máy bay xuất phát từ Theseus, mà sau khi kết thúc lượt hoạt động thứ tư đã tích lũy được 1.630 giờ bay và bắn ra trên 1.400 rocket.
Trong năm tiếp theo, vào ngày 5 tháng 1 năm 1951, Theseus thực hiện lượt hoạt động tuần tra thứ năm, hỗ trợ cho Sư đoàn 25 Mỹ đang tác chiến tại khu vực phía Nam Osan thuộc Nam Triều Tiên. Vào ngày 15 tháng 1, Trung úy Highett đánh dấu một cột mốc đáng nhớ của chiếc tàu sân bay khi thực hiện lượt hạ cánh an toàn thứ 1.000 trên chiếc Theseus; và liên đội không lực phối thuộc được trao tặng phần thưởng Boyd Trophy do thành tích này.
Lượt hoạt động tuần tra thứ sáu thực hiện vào cuối tháng 1, đã xảy ra một tai nạn bi thảm. Ngày 26 tháng 1, một máy bay do Trung úy A. C. Bevan điều khiển đã rung động rồi rơi vào vòng xoáy không kiểm soát được trước khi rơi xuống biển. Chiếc tàu khu trục lớp C Cossack đã đi đến địa điểm chiếc máy bay bị rơi nhưng không tìm thấy được gì.
Một phi công khác cũng bị bắn rơi sau đó, nhưng có số phận may mắn hơn. Chiếc máy bay do Trung úy Keighley-Peach điều khiển bị trúng nhiều đạn pháo phòng không, buộc anh phải hạ cánh xuống một thung lũng ở khu vực gần Tongduchon-ni. Anh đã phải ẩn náu trong gần 90 phút chờ đợi được giải cứu. Một máy bay trực thăng Mỹ sau đó đã bay đến và cứu được viên trung úy, trong khi một máy bay khác của Theseus tuần tra chiến đấu trên không đề phòng sự tấn công của lực lượng Bắc Triều Tiên. Sự kiện đã kết thúc mà không có thương vong. Một sự cố khác ghi dấu lượt hoạt động này xảy ra vào ngày 2 tháng 2 đã kết thúc chuỗi 1.463 lần hạ cánh an toàn, khi một chiếc Sea Fury bị nổ lốp đang khi hạ cánh.
Lượt hoạt động tuần tra thứ bảy được bắt đầu bằng một thảm kịch. Một chiếc Fairey Firefly, khi quay trở về sau một phi vụ trinh sát trải dài từ Seoul đến Pyongyang và các khu vực khác, đã hạ cánh khi các khẩu súng của nó tình cờ khai hỏa, làm tử thương Trung sĩ J. F. Wigley. Anh được mai táng trên biển với đầy đủ nghi thức hải quân. Các phi vụ trinh sát khác cũng được thực hiện, cũng như hỗ trợ hỏa lực gàn mặt đất cho Quân đoàn 9 Bộ binh tại khu vực Wonju.
Lượt tuần tra thứ tám bắt đầu vào ngày 4 tháng 3 năm 1951 được tiến hành tương tự, với những chuyến tuần tra trên khu vực từ Chinnampo đến Kuhsa-Sung giờ đây đã quen thuộc nhằm đánh lừa cho một cuộc tấn công sắp tới. Hai máy bay nữa bị rơi, chiếc thứ nhất không bị thương vong; nhưng chiếc thứ hai sau một phi vụ trinh sát gần Chanyong, các trung úy G. H. Cooles và D. W. Guy của Hải quân Hoàng gia đã bị rơi trên đường quay về Theseus. Một số máy bay Sea Fury đã tuần tra tại khu vực rơi máy bay nhưng không tìm thấy người nào sống sót.
Trong lượt hoạt động tuần tra thứ chín, vào ngày 24 tháng 3 năm 1951, một chiếc khác bị bắn rơi. Máy bay của Thiếu tá Gordon-Smith bị bắn rơi bởi đạn xuyên thép làm hỏng thùng nhiên liệu, buộc ông phải hạ cánh xuống Suwon. Các phi vụ trinh sát và tuần tra chiến đấu được tiếp tục thực hiện, kể cả tấn công vào sáu tàu bè đối phương.
Lượt hoạt động tuần tra thứ mười bắt đầu vào ngày 8 tháng 4 tại vùng biển Nhật Bản, khi Theseus được tháp tùng bởi tàu sân bay Mỹ Bataan cùng một lực lượng tàu khu trục Đồng Minh hộ tống bao gồm HMS Consort, HMAS Bataan, HMCS Huron, USS English và USS Sperry. Vào ngày 10 tháng 4, hai chiếc Sea Fury bị những máy bay Mỹ F4U Corsair tấn công trong một vụ bắn nhầm; một chiếc Sea Fury bị hư hại nặng trong khi chiếc kia tìm cách cơ động và thoát được an toàn. Hai chiếc Sea Fury khác đang thực hiện nhiệm vụ trinh sát gần đó nghe được lời kêu cứu; và trong khi đang bay đến trợ giúp, máy bay của phi công H. Johnson bị bắn rơi. Anh được tin là đã chết, cho đến khi những tin tức nhận được sau này cho biết đã bị bắt làm tù binh. Một phi công khác, Trung úy E. Julian, đang tìm kiếm máy bay của Johnson khi bị pháo phòng không bắn rơi. May mắn là viên trung úy đã thoát được.
Có thêm hai máy bay nữa bị bắn rơi sau đó. Chiếc thứ nhất bị bắn rơi cách Theseus 40 dặm bởi pháo phòng không, và sau đó được máy bay trực thăng giải cứu. Chiếc thứ hai cũng bị pháo phòng không bắn trúng và hạ cánh xuống một ruộng lúa và trượt dài đến một đáy sông cạn. Lực lượng Bắc Triều Tiên đã bắn phá khu vực với hỏa lực hạng nhẹ. Chiếc máy bay thứ hai trong phi vụ đã hoạt động tuần tra giải cứu gần mặt đất (RESCAP) trong khi hai chiếc Sea Fury khác hộ tống một máy bay trực thăng trên đường đi đến vị trí phi công bị bắn rơi. Sau khi trải qua 38 phút căng thẳng, viên phi công vốn bị thương nặng đã được giải cứu thành công.
Nhiều cuộc không kích khác đã được thực thực hiện thành công nhắm vào các mục tiêu tại Bắc Triều Tiên, và trong một phi vụ như vậy, thêm một máy bay khác của Theseus bị bắn rơi. Phi công bị bắn rơi, Trung úy Bowman, được cứu thoát bởi một máy bay trực thăng Mỹ do Trung úy Roger Gill điều khiển, người sau đó được tặng thưởng Huân chương Chữ thập Dũng cảm vì đã thực hiện thành công việc giải cứu anh dũng bất chấp hỏa lực hạng nhẹ dày đặc của lực lượng Bắc Triều Tiên. Ông nhận phần thưởng của Chính phủ Anh từ tay Lãnh sự Anh ở Seattle.
Ngày 15 tháng 1 năm 1952, các hoạt động của lực lượng đặc nhiệm Đồng Minh kết thúc, khi chiếc tàu sân bay Mỹ Bataan rời khu vực chiến trường. Bản thân Theseus tiếp tục hoạt động tại khu vực bờ biển phía Tây Triều Tiên. Vào ngày 17 tháng 1, do bị hỏng động cơ, Trung úy Hamilton đã phải đáp máy bay của mình xuống biển cách chiếc Theseus khoảng 60 hải lý (111 km) hải lý, và đã phải trải qua 55 trong hoàn cảnh biển động rất mạnh trước khi được giải cứu. Hai ngày sau, các hoạt động của Theseus kết thúc. Trong suốt cuộc chiến tranh Triều Tiên, sáu tàu sân bay thuộc khối Thịnh Vượng Chung đã hoạt động tại đây, năm chiếc của Hải quân Hoàng gia Anh cùng một chiếc của Hải quân Hoàng gia Australia, từng chiếc đã làm tròn nghĩa vụ của mình với sự dũng cảm và tính chuyên nghiệp.

### Khủng hoảng kênh đào Suez
Vào năm 1956, cùng với chiếc tàu sân bay chị em với nó Ocean, Theseus được sử dụng như một tàu sân bay biệt kích khẩn cấp trong vụ Khủng hoảng kênh đào Suez từ tháng 11 đến tháng 12. Máy bay trực thăng của Theseus đã vận chuyển binh lính lên bờ và đưa trở về tàu những người bị thương. So với những hoạt động vào giai đoạn Chiến tranh Triều Tiên, vai trò của nó tại Suez tương đối êm ả. Sang năm tiếp theo, nó được đưa về lực lượng dự bị, rồi được tháo dỡ tại Inverkeithing vào năm 1962.